# Periodismo de marca
El periodismo de marca (en inglés: brand journalism) se define como una nueva tendencia de comunicación y marketing en Internet que está siendo aplicada por compañías de diversos sectores. Grandes empresas como Coca-Cola, American Express, HSBC, Intel y Credit Suisse están complementando la información comercial y corporativa que envían a los periódicos y portales web con plataformas que buscan llegar directamente al público y a sus clientes con reportajes, análisis, blogs y contenido multimedia. El diario El País de España lo ha llamado «el boom del periodismo de marca».
En marzo de 2012, Forbes anunciaba el nacimiento del periodismo de marca, que consistía en una plataforma dentro de su misma web, dedicada para aquellos anunciantes que tenían historias que contar. Sin embargo, había otras marcas que ya habían creado sus propias plataformas o estaban desarrollándolas. Aunque el periodismo de marca se está posicionando como el fin de la intermediación entre las marcas y sus públicos objetivos, esa teoría aún no se ha tangibilizado del todo.
Otro enfoque distinto es el que aporta el periodista Carlos J. Campo, quien en 2013 propuso la siguiente definición para el periodismo de marcas: “Es la cobertura y narración de la actualidad desde la perspectiva del cliente o usuario de la marca comercial o institución”. Este enfoque, a diferencia de otros, desmiente la antitética conceptual de periodismo y marca en una misma expresión. 
Por una parte, el hecho de ser periodismo conlleva “una dimensión profesional, de metodología estandarizada y de compromiso moral con la elaboración de la información” (Campo, 2015: 41). Por otra parte, la modalidad periodística queda supeditada a una marca. Y si bien estos conceptos presentan una aparente contradicción, hay una clave que forma parte de la definición, que contribuye a comprender la compatibilidad de dichos conceptos y que es esencial para diferenciar esta modalidad de periodismo de las demás: “Desde la perspectiva del cliente o usuario de la marca comercial o institución”.
Con el primer concepto se constata que sobre cada una de las fases del proceso periodístico, planea una doble dimensión metodológica y ética: el plano metodológico contiene unos estándares de calidad relativos al producto publicado; el plano ético legitima la captación de información y su difusión bajo parámetros profesionales y bajo premisas editoriales reconocibles de forma que el receptor tenga todos los elementos para ejercer su juicio libremente. Pero lo que hace que el conjunto del proceso sea periodístico es que el producto final sea noticia. Y el periodismo de marcas pretende lograr la incidencia de las noticias sobre el destinatario. Una incidencia con efectos afectivos, cognitivos y comportamentales, sin manipulación, simplemente mediante la presentación de una noticia que solo la marca puede ofrecer y que la audiencia desea recibir.
A diferencia de quienes consideran que existe una contradicción de este concepto con el segundo, Carlos J. Campo arguye que este concepto de periodismo es compatible com el de marca. Para ello, es preciso aclarar lo que es la marca hoy día. La marca no sólo es el símbolo que permite referirse a un producto o servicio de manera que lo distinga de los demás; con Internet, y la desaparición de intemediarios representados por los medios de comunicación tradicionales, “ahora la marca es un medio de comunicación directo y de primera mano” (Campo, 2015: 46). Los medios de comunicación tradicionales no pueden cubrir los acontecimientos que se den en el ámbito de conocimiento de la marca desde la perspectiva del interés de la audiencia de la marca. Por ejemplo, el periodismo que se ejerce en un centro hospitalario sobre el tipo de plantas que sus visitantes adquieren en la floristería del recinto,  difícilmente provendrá de un medio de comunicación local porque afecta a una porción muy reducida de su audiencia; sólo el periodismo de marcas puede recoger este tipo de historias y a esta audiencia.
El contexto de Internet ayuda a comprender mejor la diferencia en el punto de vista editorial, aunque el principio se aplica a todos los canales y medios. En Internet se produce lo que Manuel Castells (Castells, 2009) denomina autocomunicación de masas. El receptor ya no espera la información, sino que sabe lo que necesita y lo busca; es activo. El individuo a quien concierne la marca se concibe como alguien que se informa por medio de la marca, y no necesariamente debe ser un usuario de sus productos o servicios. Y la cobertura periodística se definirá por las áreas de interés de la audiencia, no por los conceptos que pretenda difundir el departamento de marketing o de relaciones públicas.
Así concebido, el periodismo de marcas es un concepto con entidad propia que mantiene sutiles o importantes diferencias con otros conceptos con los que a menudo se le relaciona, como contenido de marca (branded content) o marketing de contenidos (content marketing).  Aunque el periodismo de marcas es contenido de marca, no todo el branded content es periodismo de marcas. Y el periodismo de marcas tampoco obedece a criterios de marketing; en cualquier caso se llega a él porque antes se ha hecho un buen marketing, por medio del cual ya se ha dado a conocer la marca y sus rasgos principales.
Y finalmente, de acuerdo con el enfoque argumentado de Carlos J. Campo, el factor clave en el éxito del periodismo de marcas estriba en el equilibrio entre la calidad periodística de los procedimientos y del producto y del proceso de selección de hechos narrados.

## Casos de periodismo de marca
- Open Forum (American Express) lanzó OpenForum en 2007, un sitio de consulta y networking para emprendedores, con centenares de artículos y vídeos sobre tecnología, marketing, estilos de vida, gestión financiera e innovación.
- The Network (Cisco)
- The Financialist (Credit Suisse). Desde 2012 se lanzó The Financialist, que ofrece contenido de finanzas y negocios con un enfoque desenfadado y contado de forma narrativa.
- Coca-Cola Journey (Coca-Cola). Coca-Cola ha convertido su web corporativa en Estados Unidos en un portal de noticias y conversación. Cuenta con un blog donde se presenta información sobre la compañía y sobre actualidad en general. Además, cuenta con secciones como deportes, alimentación, negocios, música, innovación, entre otros. Estas secciones buscan acercarse al público de Coca-Cola con temas que despiertan el interés, mucho más que información corporativa. El cambio también se ha reflejado en su web de Alemania.
- CMO (Adobe)
- Free Press (Intel)
- Businesswithoutborders (HSBC)